# Préfaisceau (théorie des catégories)
Pour la notion classique de géométrie algébrique, voir préfaisceau.
En théorie des catégories — une branche des mathématiques — la notion de préfaisceau généralise celle du même nom en géométrie algébrique. Les préfaisceaux y sont des objets particulièrement courants et donnent lieu à la notion de topos sur un site.

## Définition
Soient {\displaystyle {\mathcal {C}}} et {\displaystyle {\mathcal {D}}} des catégories, un préfaisceau de {\displaystyle C} à valeurs dans {\displaystyle {\mathcal {D}}} est un foncteur :
{\displaystyle F:{\mathcal {C}}^{\mathrm {op} }\to {\mathcal {D}}}
de la catégorie opposée à {\displaystyle {\mathcal {C}}} dans {\displaystyle {\mathcal {D}}}. De manière strictement équivalente, c'est un foncteur contravariant de {\displaystyle {\mathcal {C}}} dans {\displaystyle {\mathcal {D}}}.
Un cas très courant est celui où {\displaystyle {\mathcal {D}}} est la catégorie Set des ensembles, qui englobe en particulier toutes les catégories concrètes : catégorie des anneaux, catégorie des groupes abéliens, catégorie des modules sur un anneau… qui est le cadre[pas clair] dans lequel les préfaisceaux de la géométrie algébrique sont considérés.
Lorsque {\displaystyle {\mathcal {D}}} est une catégorie abélienne, on parle de préfaisceau abélien.
Si V est une catégorie monoïdale, on peut définir une notion de préfaisceau V-enrichi, comme foncteur V-enrichi contravariant d'une catégorie enrichie dans une autre.
Un petit préfaisceau est un préfaisceau qui est l'extension de Kan d'un foncteur dont le domaine est une petite catégorie. Si C est une petite catégorie, alors tous les préfaisceaux sur C sont petits.

## Catégorie des préfaisceaux
La catégorie des préfaisceaux est la catégorie de foncteurs {\displaystyle [C^{\mathrm {op} },D]}, parfois notée {\displaystyle {\widehat {C}}_{D}} ou {\displaystyle \mathrm {PSh} _{D}(C)}, c'est-à-dire la catégorie dont :
- les objets sont les foncteurs {\displaystyle F:C^{\mathrm {op} }\to D} ;
- les morphismes sont les transformations naturelles entre ces foncteurs.

Lorsque D = Set, on note généralement {\displaystyle {\widehat {C}}} ou {\displaystyle \mathrm {PSh} (C)} la catégorie des préfaisceaux sur C, sans mention explicite de D.
La catégorie des préfaisceaux d'une petite catégorie dans Set est complète et cocomplète, et admet des limites et colimites point-à-point.

## Exemples
- Toute catégorie C est plongée de manière pleine et fidèle dans la catégorie Ĉ des préfaisceaux à valeurs dans Set, par le plongement de Yoneda {\displaystyle Y_{C}:A\mapsto \operatorname {Hom} _{C}(-,A)}. Les préfaisceaux de cette forme, et les préfaisceaux qui sont isomorphes à de tels préfaisceaux, sont dits « représentables ».
- Tout préfaisceau à valeurs dans Set est la colimite d'un préfaisceau représentable. On peut écrire cela en termes de cofin :{\displaystyle F(-)=\int ^{c:C}F(c)\times \operatorname {Hom} _{C}(-,c).}
- Un ensemble simplicial est un préfaisceau sur la catégorie simpliciale.